# Mellendorf
Mellendorf ist ein Ortsteil der Gemeinde Wedemark in der Region Hannover. Mit seinen 6665 Einwohnern ist er der Ortsteil mit den meisten Einwohnern der Wedemark. In Mellendorf befindet sich der Verwaltungssitz der Gemeinde.

## Geografie
Mellendorf liegt mitten in der Wedemark und unweit des südlichen Randes der Lüneburger Heide. Das Waldgebiet Forst Rundshorn befindet sich etwa 4 km östlich von Mellendorf hinter der A 7. Rund 20 km südlich des Ortes liegt die Landeshauptstadt Hannover. Der Flughafen Hannover befindet sich 9,5 km in südwestlicher Richtung.

## Geschichte
Mit dem Bau des Autobahnabschnitts Berkhof–Gailhof–Altwarmbüchen der A 7 im Jahr 1960 hatten die Wedemärker Gemeinden einen direkten Anschluss an das überregionale Straßennetz erhalten. Mellendorf verlor seinen bäuerlichen Charakter. Es entwickelte sich zum regionalen Zentrum für gewerbliche und industrielle Unternehmen sowie zahlreicher Schulen wie beispielsweise der Volkshochschule.

### Eingemeindungen
Am 1. März 1974 wurde Mellendorf in die neue Gemeinde Wedemark eingegliedert.

### Einwohnerentwicklung
Mit 128 Einwohnern im Jahre 1823 hatte Mellendorf einen bäuerlichen Charakter. Die Einwohnerzahl Mellendorfs stieg im Zeitraum von 1895 bis 1939 von 604 auf 1121. Nachdem 1975 Neubaugebiete entstanden waren, stieg die Einwohnerzahl Mellendorfs von 1969 bis 1980 weiter von 4108 auf 5534. Die rege Bautätigkeit begünstigte den Zuzug von Familien aus der gesamten Bundesrepublik Deutschland.

## Politik

### Ortsrat
Der Ortsrat verantwortet die beiden Ortsteile Gailhof und Mellendorf gemeinsam und besteht aus vier Ratsfrauen und fünf Ratsherren.
- SPD: 4 Sitze
- CDU: 4 Sitze
- WGW: 1 Sitz

(Stand: Kommunalwahl 11. September 2016)

### Ortsbürgermeister
Die Ortsbürgermeisterin ist Jessica Borgas (CDU), vertreten wird sie durch Larbi Amerouz (SPD).

### Wappen
Der Entwurf des Kommunalwappens von Mellendorf stammt von dem Heraldiker und Wappenmaler Gustav Völker, der zahlreiche Wappen in der Region Hannover erschaffen hat. Das Wappen wurde am 13. Juni 1955 durch den Niedersächsischen Minister des Innern verliehen.
| Wappen von Mellendorf | Blasonierung: „In Silber ein bewurzelter, grüner Eichbaum, dessen Stamm mit einem roten Schild belegt ist, darinnen eine aufgerichtete, silberne Wolfsangel.“ |
| Wappen von Mellendorf | Wappenbegründung: Mellendorf ist ein Ort, der sich durch eine große Zahl alter Eichen auszeichnet. Mit der Eiche wird gleichzeitig die Verbundenheit zum norddeutschen Raum ausgedrückt. Bodenständigkeit, Heimattreue und Dauerhaftigkeit sind ebenfalls durch die Eiche sinnbildlich ausgesprochen. Die Wolfsangel in dem kleinen Wappenschild soll die Zugehörigkeit zum Landkreis Burgdorf hinweisen. Die Wolfsangel hat jedoch auch eine Bedeutung, die in die Vergangenheit weist. Es hat in unserer Gegend Wölfe gegeben, und Wolfsangeln waren im Gebrauch. |

### Städtepartnerschaft
- Roye (Somme), Gemeinde in Frankreich, seit März 1984

## Religion
Die historische Kirche St. Georg an der Wedemarkstraße gehört zur evangelisch-lutherischen Kirchengemeinde Mellendorf-Hellendorf und damit zum Kirchenkreis Burgwedel-Langenhagen. Zur Gemeinde gehört auch eine Kindertagesstätte an der Krausenstraße.
Die katholische Kirche St. Maria Immaculata, umgangssprachlich auch kurz St. Marien genannt, befindet sich am Karpatenweg. Sie wurde 1958/59 von Josef Fehlig erbaut, und am 13. Dezember 1959 von Bischof Heinrich Maria Janssen geweiht. Ihre Pfarrgemeinde, die seit dem 1. November 2014 auch die Heilig-Geist-Kirche in Schwarmstedt umfasst, gehört zum Dekanat Hannover.
Die Neuapostolische Kirche an der Stargarder Straße 22 bestand bis 2005. Die nächstgelegene neuapostolische Kirche befindet sich heute im 12 km entfernten Großburgwedel.

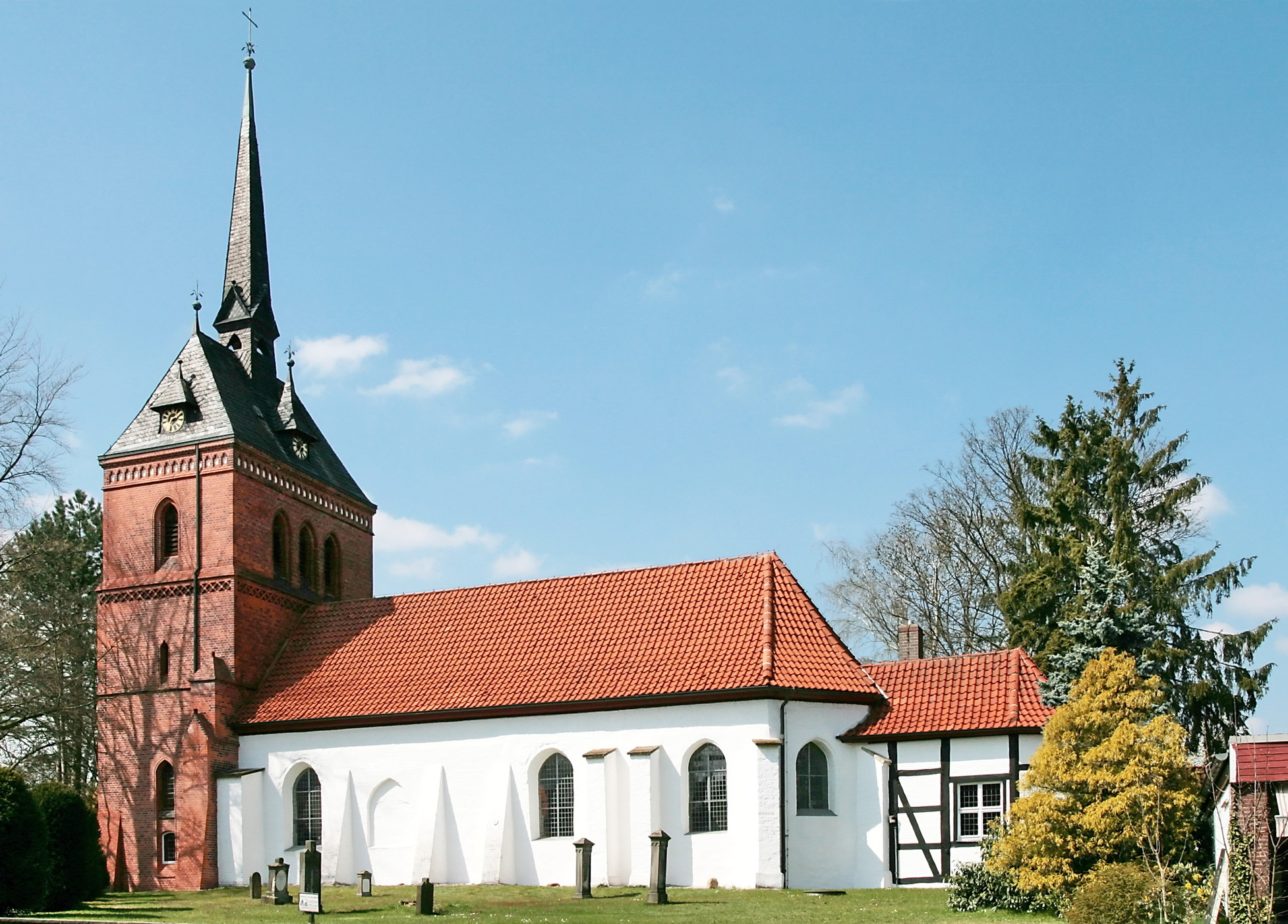
St. Georgskirche in Mellendorf
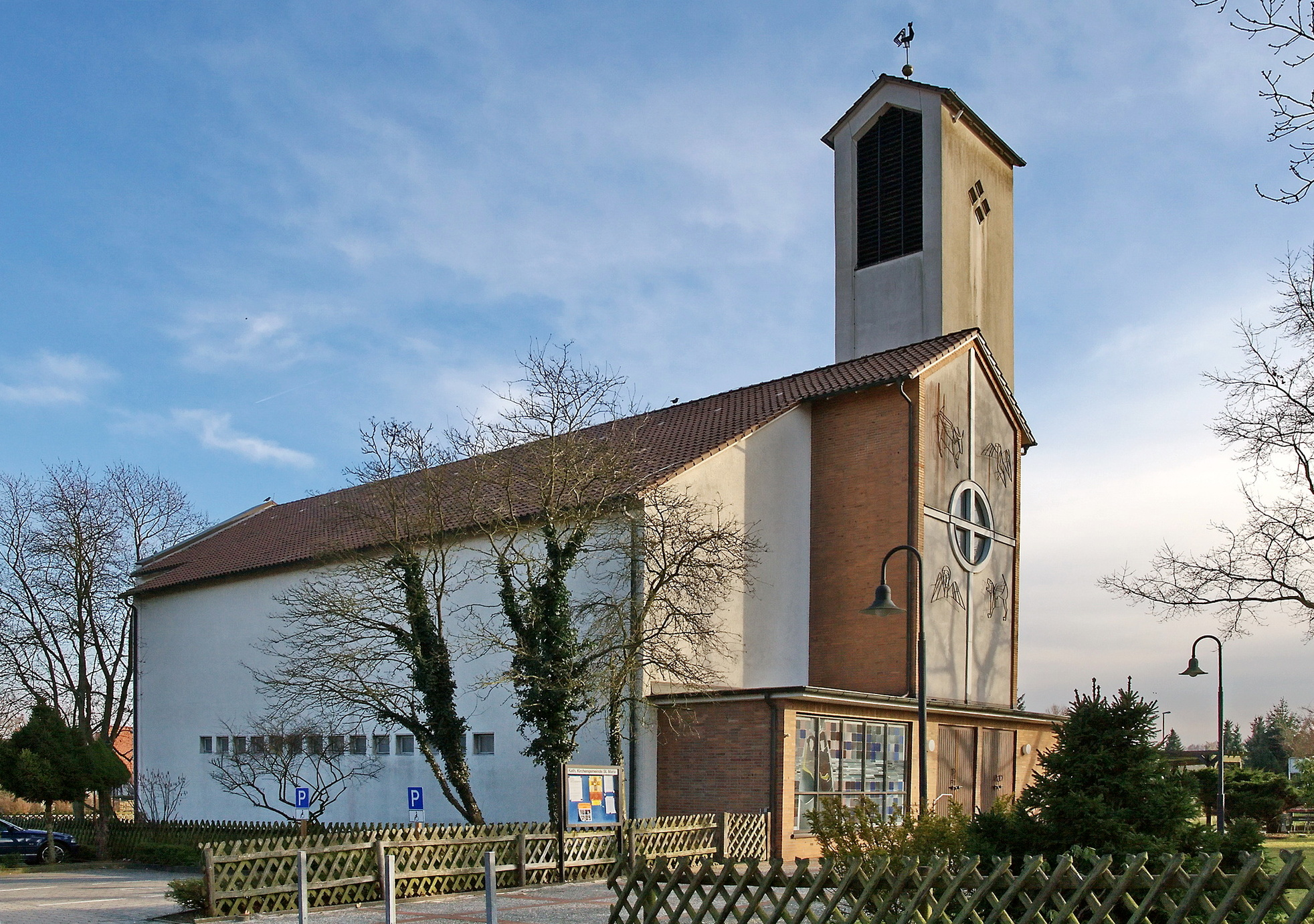
St. Marienkirche

## Kultur und Sehenswürdigkeiten

### Bauwerke
- Erste Erwähnung fand eine Kirche Mellendorfs in einer Urkunde des Jahres 1225. Die Kirche wurde 1497 wesentlich erweitert und in den folgenden Jahrhunderten weiter so verändert, wie sie sich heute als St. Georg darstellt.[6]
- Etwas versteckt am südöstlichen Rand von Mellendorf befindet sich eine Holländerwindmühle, die im Jahr 1853 errichtet wurde.
- Eins der ältesten Gasthäuser der Wedemark ist das Gasthaus Stucke von 1624 an der Kreuzung Wedemarkstraße zur Bissendorfer Straße. Seit den größeren Umbauten und Erweiterungen im Jahr 1898 hat sich ihr äußeres Erscheinungsbild des Baudenkmals bis heute erhalten.[7]
- Der Fernmeldeturm Mellendorf steht auf der Friedrichshöhe am südwestlichen Ortsrand. Bei seiner Fertigstellung 1952 war der 45 m hohe Typenturm aus Stahlbeton ein Bestandteil der für den Fernsehbetrieb des NWDR benötigten Richtfunkstrecke zwischen Hamburg und Köln.[8] In einer Höhe von 27 Metern befindet sich ein Betriebsraum. Der Turm gehört heute der Deutschen Funkturm (DFMG), einer Tochtergesellschaft der Deutschen Telekom.

### Baudenkmale
→ Siehe: Liste der Baudenkmale in Mellendorf

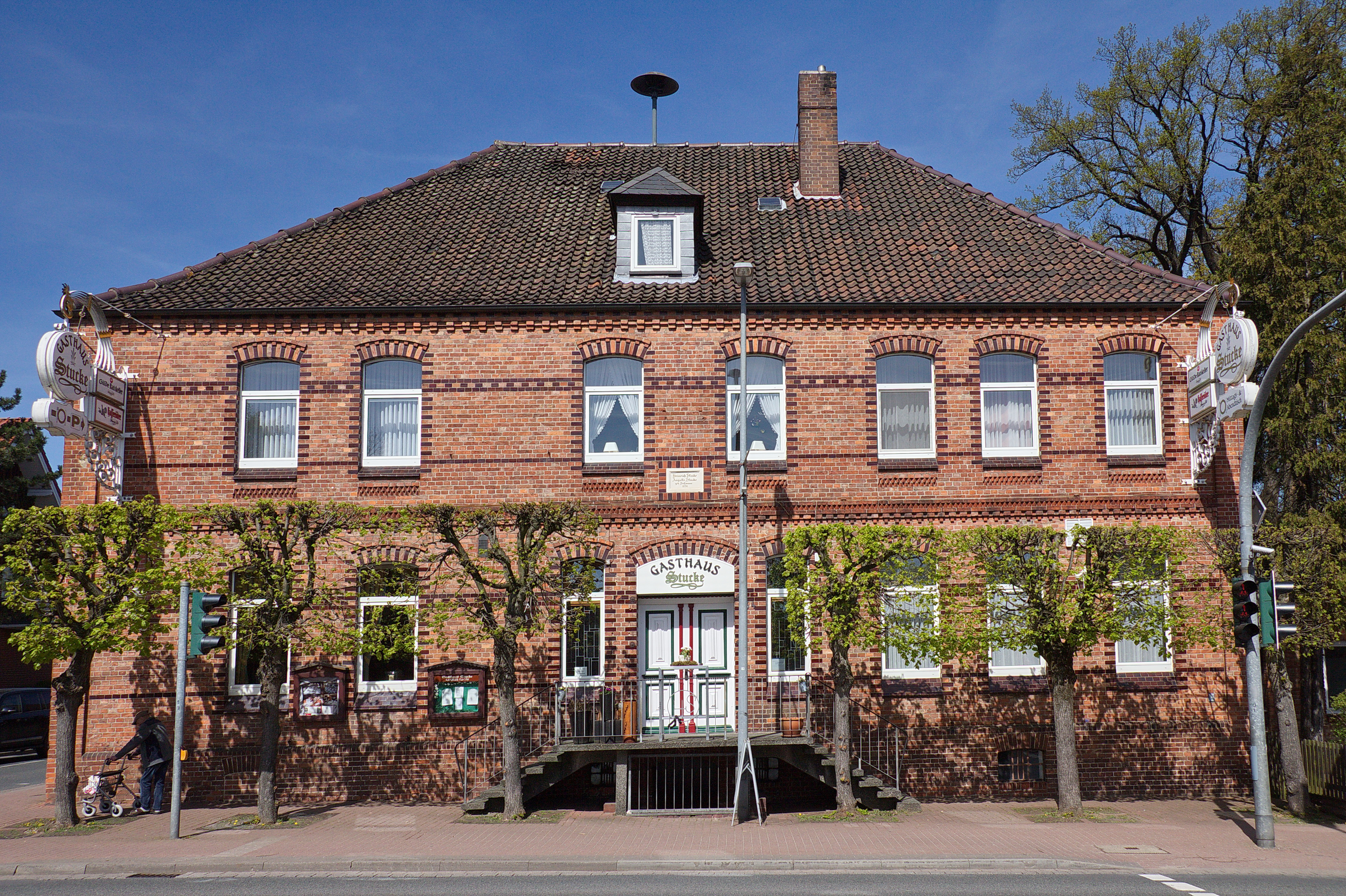
Gasthaus Stucke von 1624
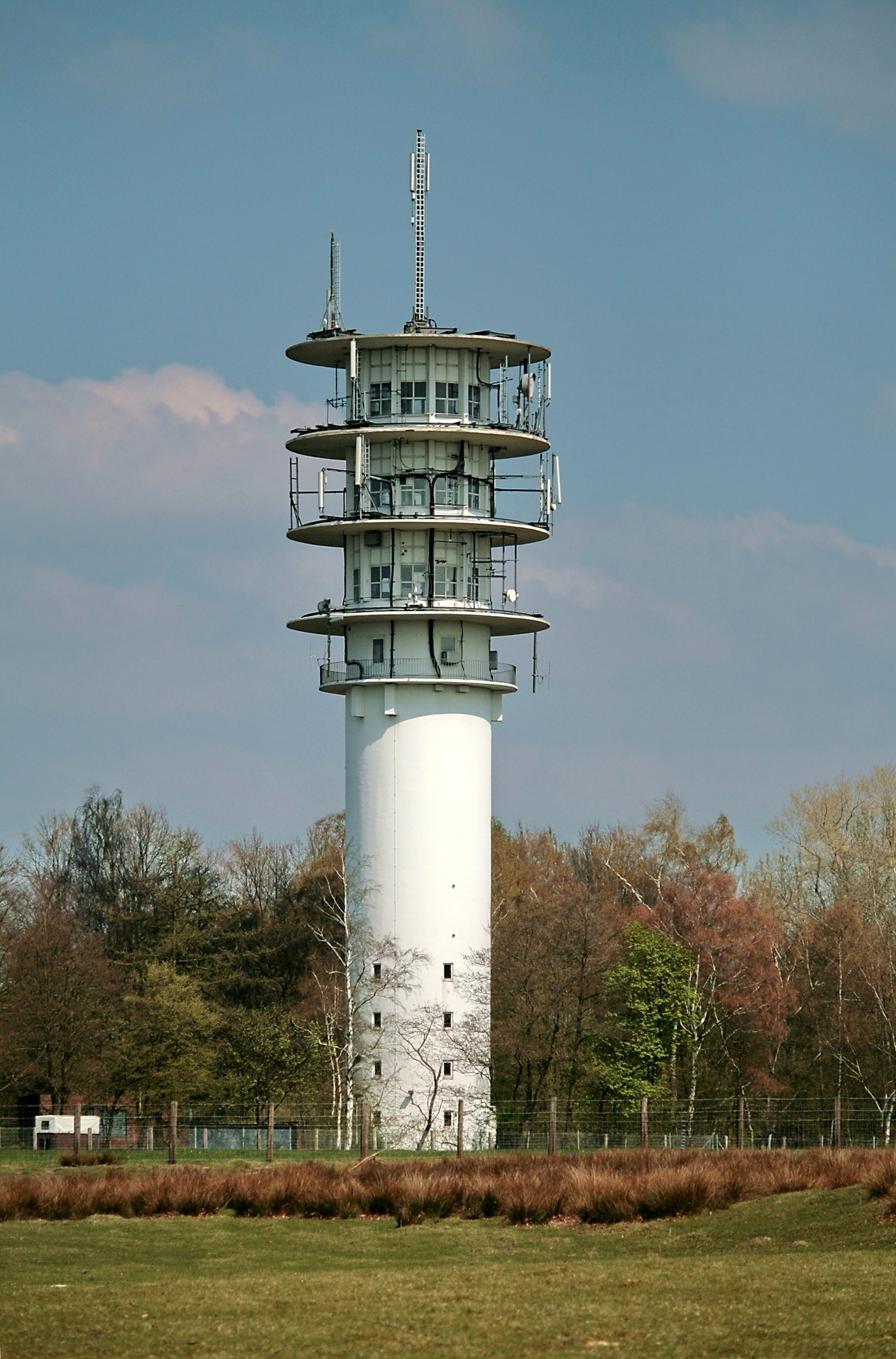
Fernmeldeturm Mellendorf
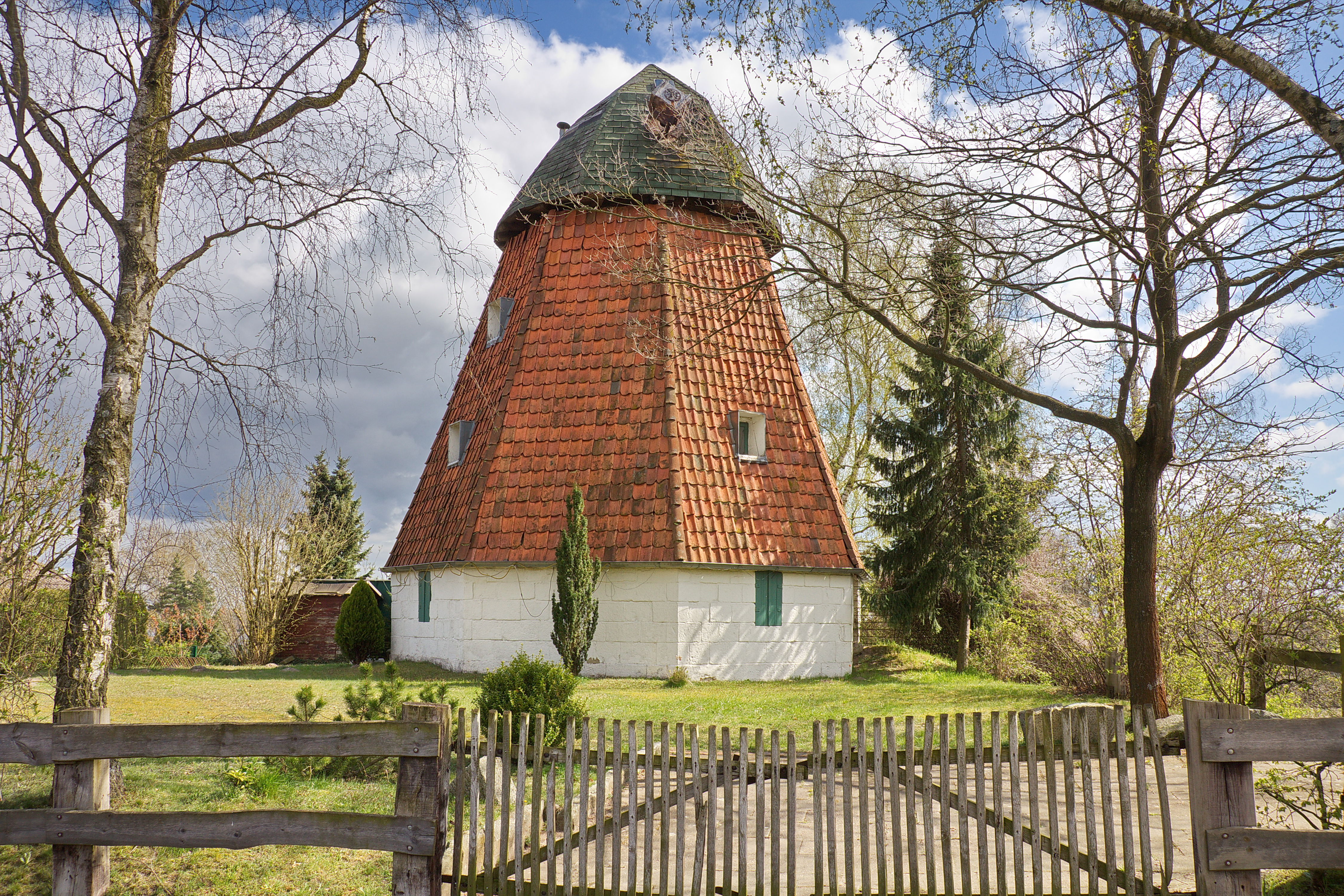
Holländerwindmühle von 1853
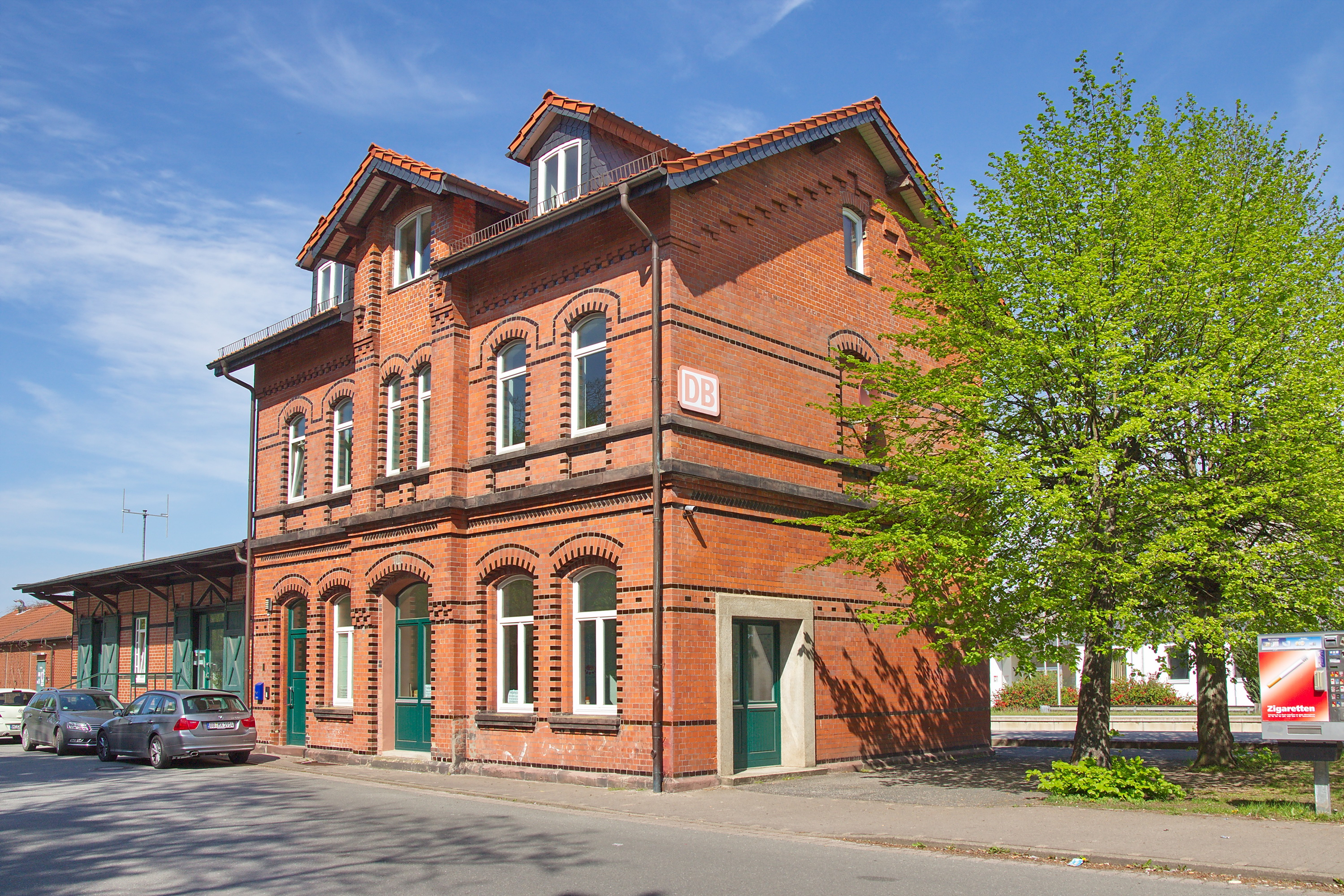
Altes Bahnhofsgebäude
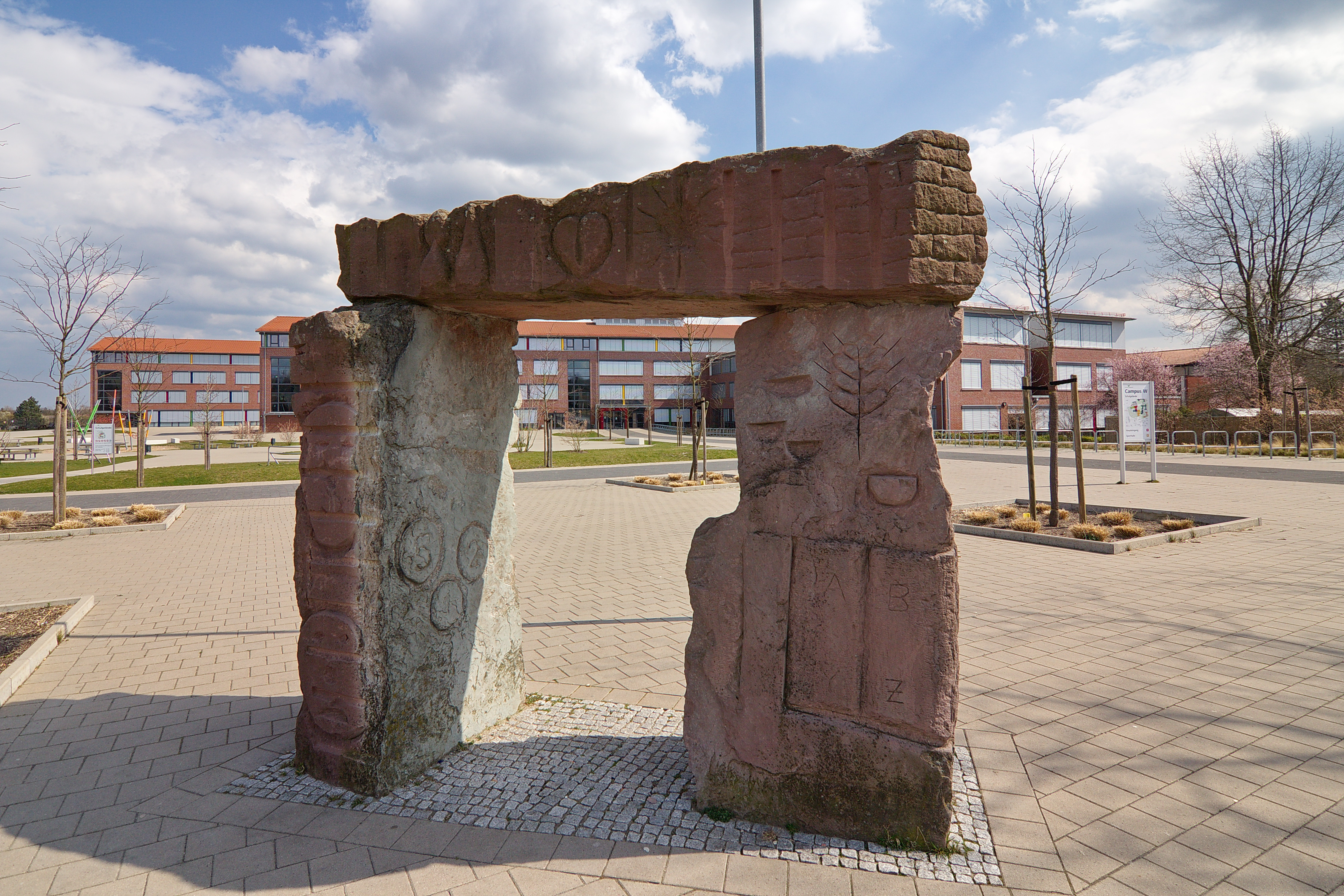
Schulzentrum hinter dem Sandsteintor des Projekts Kinderrechte

## Sport
- Mellendorfer TV
- Hannover Scorpions (2013)

## Wirtschaft und Infrastruktur

### Verkehr
Mellendorf ist über die Abfahrt „Mellendorf“ an die A 7 über die L 310 an das Autobahnnetz angeschlossen. Die Autobahn liegt etwa 4 km ostwärts vom Ortskern.
Den Bahnhof Mellendorf bedient sowohl die S-Bahn-Linie 4, die in der Hauptverkehrszeit halbstündlich Verbindungen nach Hannover Hauptbahnhof bietet, als auch von Triebwagen der Heidebahn mit Fahrtmöglichkeiten Richtung Schwarmstedt, Walsrode, Soltau und Buchholz (Nordheide) sowie nach Langenhagen und Hannover Hauptbahnhof.
| Linie | Verlauf | Takt                                              | Betreiber         |
| ----- | --- | ------------------------------------------------- | ----------------- |
| RB38  | Hannover Hbf – Langenhagen Mitte – Mellendorf – Schwarmstedt – Walsrode – Soltau – Schneverdingen – Buchholz i.d.N. (– Hamburg-Harburg) (nur am Wochenende) | 60 min                                            | Start Deutschland |
| S 4   | Hildesheim – Emmerke – Barnten – Sarstedt – Rethen (Leine) – Hannover Messe/Laatzen – Hannover Bismarckstraße – Hannover Hbf – Hannover-Nordstadt – Hannover-Ledeburg – Hannover-Vinnhorst – Langenhagen Mitte – Langenhagen Pferdemarkt – Langenhagen-Kaltenweide – Bissendorf – Mellendorf – Bennemühlen Stand: Fahrplanwechsel Juni 2022 | 60 min 30 min (Hannover Hbf–Bennemühlen werktags) | Transdev Hannover |

### Bildung
In Mellendorf gibt es eine Grundschule sowie die Hauptschule der Wedemark. Im Campus W sind die Realschule, das Gymnasium und die Integrierte Gesamtschule der Wedemark zusammengefasst. Außerdem existieren zwei Förderschulen sowie eine Volkshochschule und das Ausbildungszentrum der Bauwirtschaft.